# Brigoma
Brigoma est une localité de Sao Tomé-et-Principe située à l'ouest de l'île de São Tomé, à proximité de Santa Catarina dans le district de Lembá. C'est une ancienne roça.

## Population
Lors du recensement de 2012, 302 habitants y ont été dénombrés.

## Roça
Les vestiges de cette roça, dotée autrefois d'un centre de santé, font principalement office de logements.

## Économie
Située dans une région pauvre, c'est l'une des localités qui s'est lancée dans la production de cacao biologique.